# Caspar Heidanus
Caspar Heidanus (auch Gaspar oder Caspar van der Heyden; * 1530 in Mechelen; † 7. Mai 1586 in Bacharach) war ein deutsch-niederländischer reformierter Theologe.

## Leben
Heidanus wurde als Sohn wohlhabender Eltern geboren. Mit etwa 16 Jahren wandte er sich dem Protestantismus zu und wurde daraufhin von seiner Familie verstoßen und war deshalb dazu gezwungen für seinen Lebensunterhalt selbst aufzukommen. Er war als Schuster tätig und studierte zugleich die Bibel. Um 1550 war er als Reformator tätig, 1554 ging er zu Johannes a Lasco nach Emden um sich zum Prediger ausbilden zu lassen.
Heidanus war von 1558 bis 1560 Prediger an der niederländischen Gemeinde in Frankfurt am Main. Er kehrte zunächst nach Antwerpen zurück und nahm 1564 eine Predigerstelle in Frankenthal in der Pfalz an. Seine Zeit in Frankenthal war durch eine Episode in Antwerpen 1566/1567 unterbrochen, die durch seine Verweisung aus Antwerpen 1567 endete. 1571 war er Teilnehmer des Frankenthaler Religionsgesprächs und übersetzte das Protokoll ins Niederländische. Ebenfalls 1571 war er Präsident der Synode von Emden.
Heidanus kehrte etwa drei Jahre später zurück in die Niederlande. Er wurde, nachdem er auch 1574 Präsident der Synode von Dordrecht  war, zunächst von 1574 bis 1578 Prediger in Middelburg und von 1579 bis 1585 wiederum in Antwerpen. Von dort wurde er nach der Eroberung durch die Spanier erneut vertrieben und nahm eine Stellung als Kircheninspektor in Bacharach an. Dort verstarb er nach kurzer Zeit.
Abraham Heidanus war sein Enkel.

## Schriften (Auswahl)
- ter wederlegginghe van een boeksken, 1581.
- Cort ende claer bewys van den heylighen doop, Antwerpen 1582.